# Batalla de Guerrero
El batalla de Guerrero, también llamada batalla de San Gerónimo, fue el primer conflicto militar entre la División del Norte comandada por Francisco Villa y los Estados Unidos durante la expedición mexicana ocurrido el 29 de marzo de 1916. Fue denominada como la «última carga de caballería verdadera».
Después de un largo viaje, los elementos del 7.º Regimiento de la Caballería estadounidense se encontraron con las fuerzas villistas en Ciudad Guerrero (Chihuahua).

## Cronología

### Antecedentes
La expedición mexicana comenzó después del ataque de Pancho Villa a Columbus, Nuevo México, el 9 de marzo de 1916, en el que murieron dieciocho soldados y civiles estadounidenses. En respuesta al incidente, el general John J. Pershing condujo al ejército de los Estados Unidos a México con la intención de capturar o matar a Pancho Villa. 
El 27 de marzo, Villa y su ejército realizaron un ataque nocturno simultáneo a las localidades de San Ysidro, Minaca y Guerrero que estaban en manos de tropas federales carrancistas contra quienes Villa también hacía campaña. En Minaca y Guerrero los villistas capturaron las guarniciones sin resistencia, pero en San Ysidro, los carrancistas rechazaron el ataque. Villa resultó herido en la rótula derecha durante el incidente. La herida afectó en gran medida su capacidad de mando durante las próximas semanas y casi lo llevó a ser capturado por las fuerzas estadounidenses.
Cuando terminó la Batalla de San Ysidro, los villistas se retiraron a Guerrero y prepararon defensas. Alrededor de este tiempo, el general Pershing recibió información de inteligencia sobre la ubicación de Villa en Guerrero, 230 millas al sur de Columbus, por lo que envió un mensajero al coronel George A. Dodd para trasladar su fuerza de caballería de trescientos setenta hombres al área. El coronel Dodd debía cabalgar lo más rápido posible para alcanzar a Villa antes de seguir adelante.
Cuando los estadounidenses llegaron a Guerrero el 29 de marzo, habían viajado alrededor de cuatrosientos millas en catorce días, luego de su partida del campamento Harvey J. Jones en el sur de Arizona, incluidas cincuenta y cinco millas en las diecisiete horas después de recibir la noticia de la posición de Villa. Toda la expedición estaba equipada con mapas inexactos de la frontera mexicana, por lo que el coronel Dodd y sus hombres tuvieron que depender de un guía civil, llamado J. B. Baker, quien dirigió a la caballería en una «marcha circular» a través de la escarpada Sierra Madre.

### Desarrollo
Se perdió mucho tiempo en la marcha y los hombres estuvieron expuestos a un calor extremo durante el día y temperaturas heladas por la noche. En la mañana del 29 de marzo, los estadounidenses estaban exhaustos de su viaje, con pocas raciones y tuvieron que librar una batalla contra una ciudad bien defendida.
Según diversas fuentes, había entre doscientos y quinientos villistas en Guerrero, esparcidos por la ciudad, y durante las primeras horas después de la llegada de la Séptima Caballería, Dodd hizo que sus hombres intentaran determinar el número de fuerzas enemigas. 
No fue hasta las 8:00 a. m. cuando se dio la orden de atacar. Dodd dividió su mando en tres contingentes con instrucciones de cargar y rodear el pueblo para cortar la vía de escape de los villistas.
Cuando los estadounidenses cargaron, la lucha estalló en tres puntos. Después de la carga, los estadounidenses desmontaron para luchar contra los mexicanos a pie. Guerrero estaba flanqueado por montañas en dos lados que dificultaban rodear el pueblo y los villistas las usaban para cubrirse. Tampoco había suficientes jinetes para cubrir todas las rutas de escape, por lo que la mayoría de los mexicanos se escapó, incluido Pancho Villa. Parte del ejército villista montó y se retiró al este a través de un valle. 
Fueron perseguidos por algunos de los soldados de caballería estadounidenses en un combate de diez millas. Otra fuerza de mexicanos salió tranquilamente de Guerrero, fingiendo ser carrancistas mostrando una bandera nacional mexicana, este grupo no fue molestado por la 7.ª Caballería. Villa perdió a su amigo, el general Elicio Hernández, y otros cincuenta y cinco muertos en la batalla y otros treinta y cinco heridos. aunque dichos informes podrían ser exagerados porque en toda la campaña no llegaron a 30 los villistas detenidos o heridos.
Los estadounidenses sufrieron solo cinco heridos durante una batalla de cinco horas. El coronel Dodd y sus hombres también capturaron treinta y seis caballos y mulas, dos ametralladoras, muchas armas pequeñas y algunos suministros de guerra. Varios presos carrancistas condenados fueron liberados.